# Orkiestra Wojskowa w Toruniu

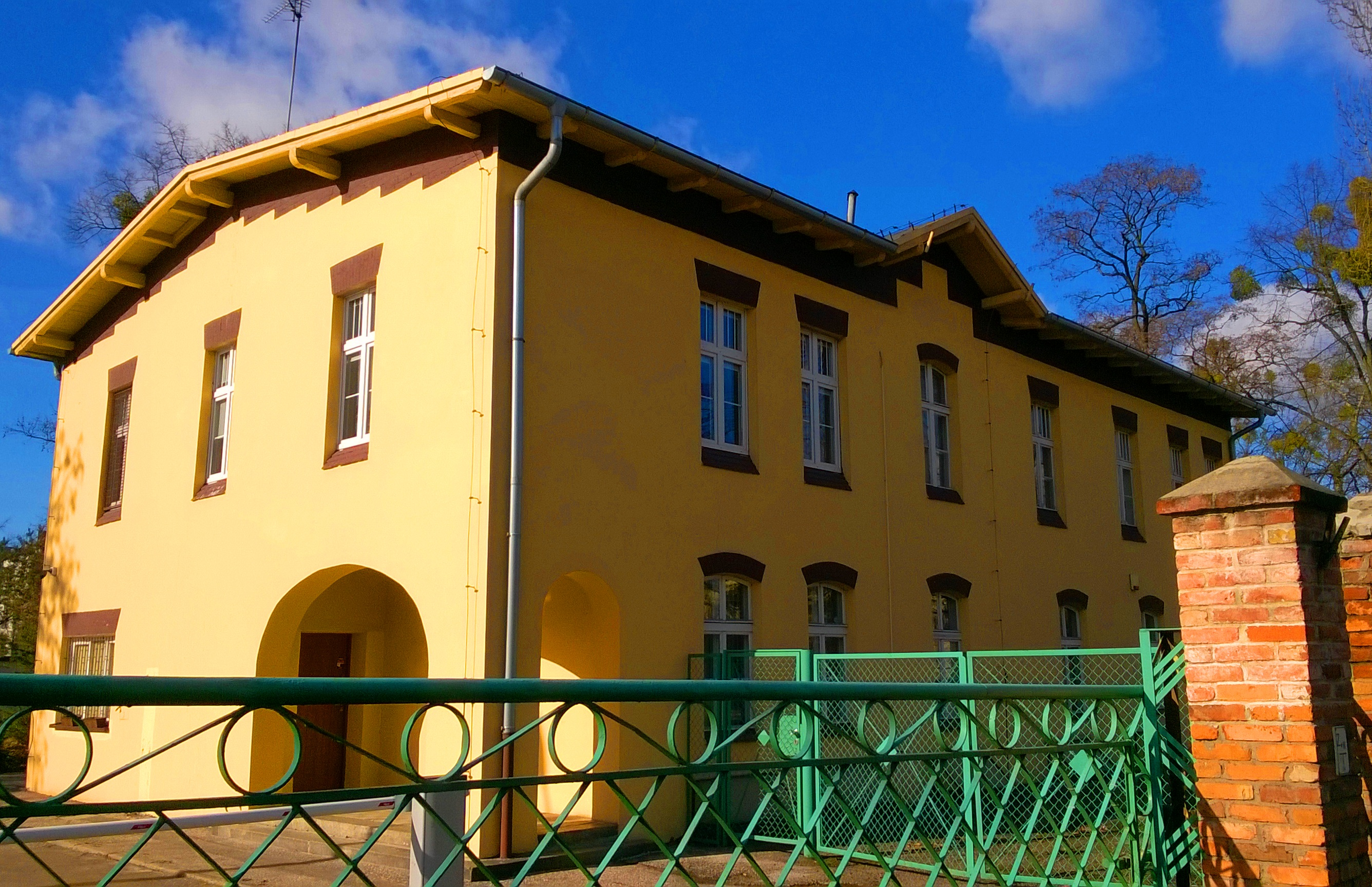
Siedziba Orkiestry Wojskowej w Toruniu

Orkiestra Wojskowa w Toruniu – orkiestra dęta Garnizonu Toruńskiego. Jej siedziba mieści się na Bydgoskim Przedmieściu, przy ul. Henryka Sienkiewicza 37.
Orkiestra Wojskowa w Toruniu powstała 6 czerwca 1945 roku jako Orkiestra Oficerskiej Szkoły Artylerii. Przez lata swojej działalności stała się ważnym elementem w życiu kulturalnym miasta, zapewniając jemu oprawę muzyczną ważnych uroczystości patriotycznych czy religijnych. Poza Toruniem orkiestra ta koncertuje także w kraju i za jego granicami. Bierze również udział w licznych festiwalach orkiestr dętych. W ciągu roku daje ona około 250 koncertów. Wśród mieszkańców Torunia szczególnym zainteresowaniem cieszą się pokazy musztry paradnej, kiedy to muzycy występują w mundurach historycznych z epoki Księstwa Warszawskiego.
W 2010 roku Ministerstwo Obrony Narodowej planowało likwidację Orkiestry Wojskowej. Ostatecznie, dzięki aktywnemu włączeniu się samorządu województwa, władz Torunia oraz mieszkańców w obronę orkiestry, do jej likwidacji nie doszło.
W 2016 roku Orkiestra Wojskowa w Auli Uniwersyteckiej świętowała 70-lecie działalności i wystąpiła wspólnie z Toruńską Orkiestrą Symfoniczną oraz Chórem Akademickim Uniwersytetu Mikołaja Kopernika.